# Boeing T-7
Die Boeing/Saab eT-7A Red Hawk (zuvor Boeing T-X) ist ein einstrahliges Schulflugzeug, das gemeinsam von der schwedischen Saab und US-amerikanischen Boeing entwickelt wird. Es ersetzt die Northrop T-38 der United States Air Force (USAF).

## Geschichte
Die beiden Hersteller waren ab 2010 in Verhandlungen über eine gemeinsame Entwicklung und unterzeichneten im Dezember 2013 einen Vertrag. Der Erstflug des ersten von zwei Prototypen erfolgte am 20. Dezember 2016 in St. Louis.
Mit dem Trainer nahmen die beiden Hersteller unter der Führung von Boeing gemeinsam am T-X-Programm der USAF teil, wo ein Nachfolger für die Northrop T-38 gesucht wurde. Die USAF plante, 350 neue Trainer mit einem Auftragsvolumen von 16,3 Mrd. Dollar anzuschaffen. Am 27. September 2018 gab die U.S. Air Force Boeing als Sieger des T-X-Programmes bekannt. Die Programmkosten wurden mit 9,2 Mrd. Dollar angegeben. Die Initial Operating Capability sollte 2024 erreicht werden. Nach Verzögerungen war mit einer Einsatzfähigkeit erst nach 2027 zu rechnen.
Im Juni 2023 waren die fünf Maschinen einer Vorserie für das Trainingskommando fertig gestellt und erstmals flog ein Angehöriger der Luftwaffe mit einer T-7A. Ab September 2023 bis Ende Jahr erhielt die Air Force die ersten 3 ihrer 5 Testmaschinen für die Erprobung in Edwards. Am 20. Dezember 2024 wurde die letzte von 5 Erprobungsmaschinen an die Air Force geliefert.

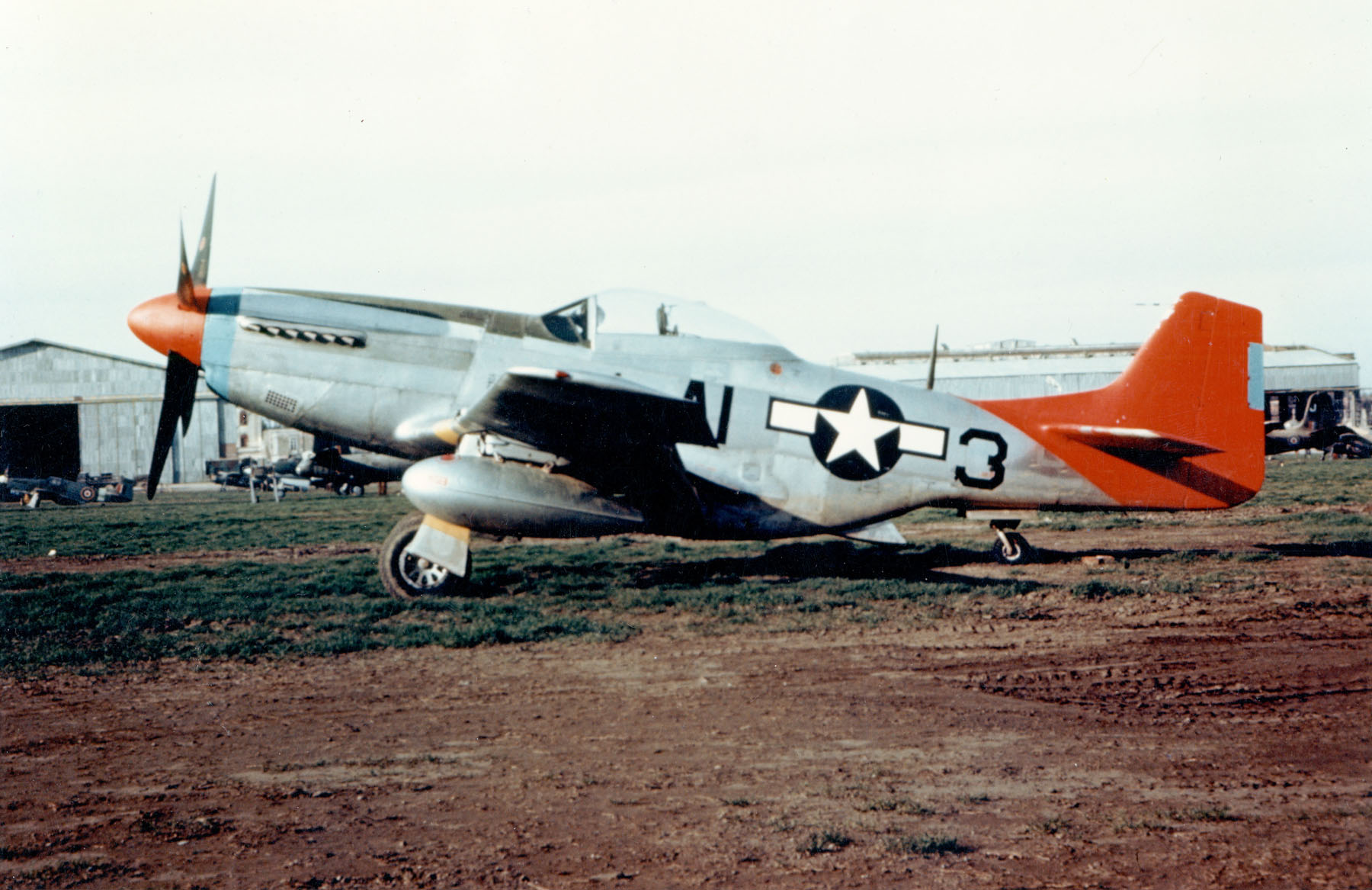
Eine „Red-Tail“ – Mustang im Jahr 1944

Am 16. September 2019 erhielt das Flugzeug offiziell den Namen T-7A Red Hawk, als Hommage an die Tuskegee Airmen genannte 332nd Fighter Group der United States Army Air Forces. Rund ein Jahr später wurde der Name ergänzt: eT-7A Red Hawk. Das „e“ steht dabei für die digitale Entwicklung und den virtuellen Test des Flugzeuges und geht auf eine Initiative der USAF zurück, um Kosten zu senken und Probleme rasch zu erkennen und schnell zu lösen.
Die Produktion von Teilen begann, bevor die Flugzeuge offiziell bestellt wurden. Ein großer Teil der Verzögerungen entstand durch die Anpassungen am Schleudersitz, der laut der geänderten Anforderungen nicht nur mehr bei Piloten von 64–96 Kilogramm funktionieren musste, sondern von 47–111 Kilogramm.
2023 erwog die USAF auch eine Anforderung einer bewaffneten Version.
Eine bewaffnete Variante könnte auch weltweit noch betriebene Northrop F-5 und Alpha Jet in ihren Rollen ersetzen.

## Technische Daten

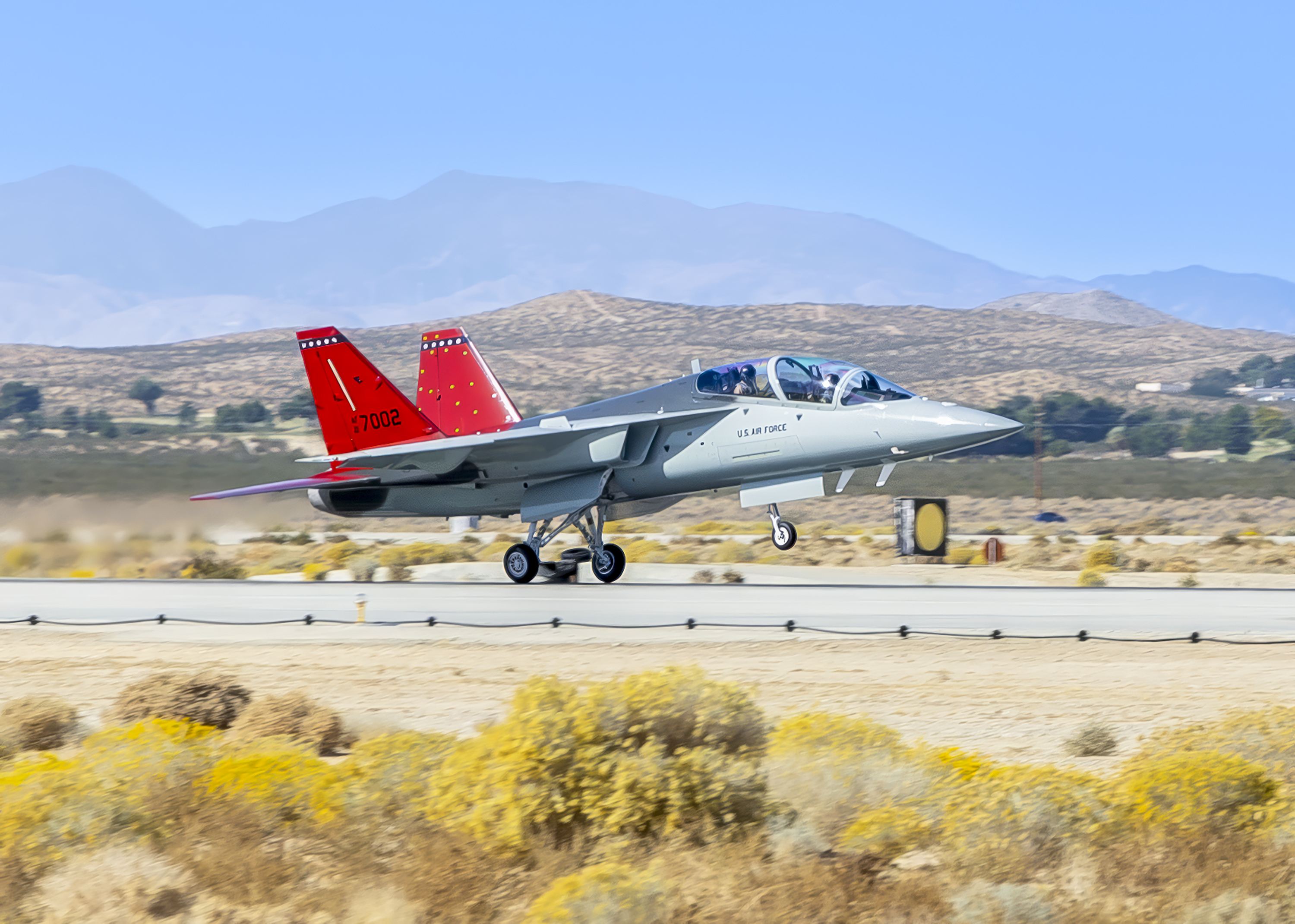
Landung einer T-7A bei Edwards Air Force Base (2023)

| Kenngrößen                 | Boeing T-X                    |
| -------------------------- | ----------------------------- |
| Besatzung                  | 2                             |
| Länge                      | 14,15 m                       |
| Spannweite                 | 10 m                          |
| Höhe                       | 4 m                           |
| Leermasse                  | 3.250 kg                      |
| normale Startmasse         |                               |
| max. Startmasse            | 5.500 kg                      |
| Treibstoffkapazität        |                               |
| g-Limits                   |                               |
| Rollvermögen               |                               |
| Höchstgeschwindigkeit      | 1.300 km/h (702 kn)           |
| max. Dienstgeschwindigkeit |                               |
| Minimalgeschwindigkeit     |                               |
| Dienstgipfelhöhe           | 15.240 m                      |
| max. Steigleistung         | 10.211 m/min                  |
| Einsatzradius              | 1.840 km                      |
| max. Waffenlast            |                               |
| Triebwerk                  | ein General Electric F404-402 |
| Schubkraft                 | 78,7 kN mit Nachbrenner       |
| Schub-Gewicht-Verhältnis   |                               |

## Nutzer
Neben der USAF ist das Flugzeug auch im Rennen bei der Royal Australian Air Force und den Luftstreitkräften Serbiens. In Australien sollen die BAE Hawk in einigen Jahren ersetzt werden, die seit 2001 im Einsatz sind. In Serbien sind es die Schulflugzeuge Soko G-4 Super Galeb und der Jagdbomber Soko J-22 Orao, die ersetzt werden müssen.
Die Türkei hingegen ersetzt ihre T-38 durch die Eigenentwicklung TAI Hürjet. Ein möglicher Kunde ist Japan.